# Palazzo Caprini

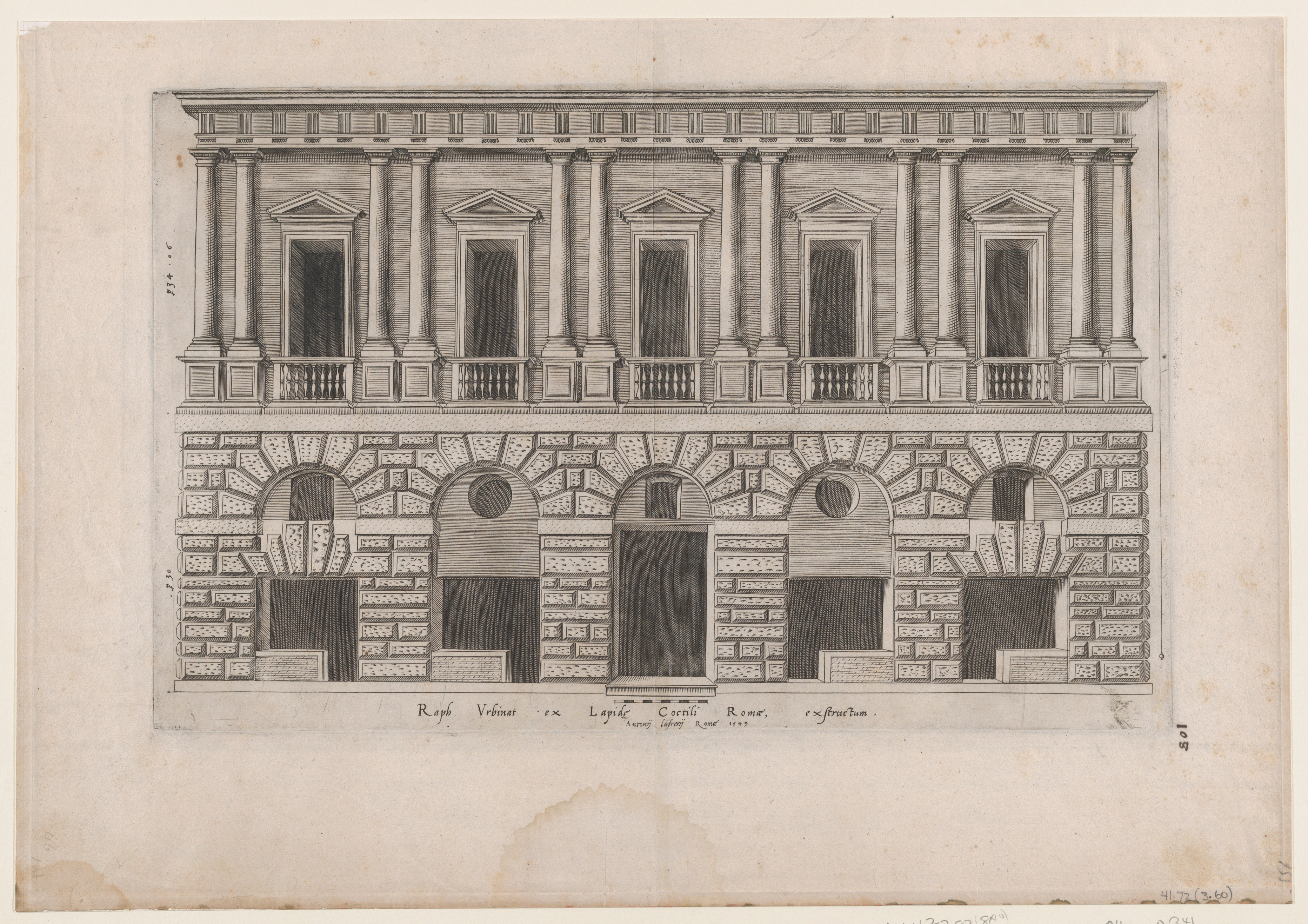
Fassade des Palazzo Caprini. Kupferstich aus der ersten Hälfte des 16. Jahrhunderts.

Der Palazzo Caprini, auch bekannt als Haus Raffaels (Casa di Raffaello), war ein Palast im Stadtteil Borgo in Rom, an der heute nicht mehr existierenden Piazza Scossacavalli.

## Baugeschichte
Der Palazzo wurde ab 1508 von Donato Bramante für den 1510 verstorbenen päpstlichen Protonotar Adriano Caprini erbaut und gilt als Mustervorlage vieler Paläste des 16. Jahrhunderts. Donato Bramante schuf einen zur damaligen Zeit sehr originellen, sich stark an antiker Baukunst orientierenden Palast. Der eher kleine Bau gliederte sich in zwei Geschosse, ein wuchtiges, rustiziertes Sockelgeschoss mit Botteghen (Verkaufsräumen) und in ein regelmäßig durchfenstertes Piano Nobile (Beletage), dem eine Halbsäulengliederung dorischer Ordnung Eleganz verlieh.
1517 erwarb Raffaello Sanzio den Palazzo Caprini, in dem er bis zu seinem Tod wohnte. Der Palazzo wurde später in den Bau des Palazzo dei Convertendi integriert. Dabei verschwand die Fassade Bramantes, doch die Innenräume Raffaels blieben erhalten. Dieser Palast wurde 1937 beim Bau der Via della Conciliazione abgerissen und 1938 an der neuen Straße (Nr. 32–36) wiederaufgebaut. Dieser heutige Palazzo ist exterritoriales Gebiet des Heiligen Stuhls.

## Nachwirkungen
Giulio Romano führte die am Beispiel des Palazzo Caprini entwickelte Idee eines Palastes mit Geschäftslokalen und Rustika-Sockel beim Bau des Palazzo Maccarani Stati in Rom (1519–24, bis 1972 im Besitz der Familie Di Brazzà, heute vom italienischen Senato della Repubblica genutzt), weiter.
Auch Andrea Palladio ließ sich bei seinen frühen Palastbauten in Vicenza, insbesondere beim Palazzo Iseppo Porto, vermutlich von der Fassadengliederung des Palazzo Caprini mit Rustikasockel und Halbsäulen beeinflussen, er war im Besitz einer Zeichnung des Palazzo Caprini und hatte sich auf einer Reise nach Rom mit der dortigen Architektur vertraut gemacht.